# Sophia van Denemarken (-1286)
Sophia van Denemarken (1241 - 1286) was een Deense prinses en van 1261 tot 1275 koningin-gemaal van Zweden door haar huwelijk met koning Waldemar I van Zweden. 

## Levensloop
Sophia was de oudste dochter van koning Erik IV van Denemarken en diens gemalin Jutta van Saksen, dochter van hertog Albrecht I van Saksen. Haar vader werd in 1250 vermoord, maar omdat hij geen mannelijke nakomelingen had volgde zijn broer Abel hem op. Na de dood van Abel in 1252 werd de tweede broer van haar vader, Christoffel I, koning van Denemarken.
Het huwelijk tussen Sophia en koning Waldemar I van Zweden was gearrangeerd als deel van de vredespolitiek tussen Denemarken en Zweden, die gesteund werd door de vader van Waldemar I en de feitelijke regent van Zweden Birger Jarl. In 1254 had Birger Jarl bemiddeld in het conflict tussen Christoffel I van Denemarken en koning Haakon IV van Noorwegen. Toen Christoffel steun nodig had in zijn conflict met aartsbisschop Jakob Erlandsen van Lund, werd er een alliantie gevormd van hem, Haakon IV en Birger Jarl. Om zich dynastiek te verbinden, huwelijkte Christoffel zijn nicht Sophia uit aan Birgers zoon Waldemar en haar zus Ingeborg aan de zoon van Haakon IV, de latere koning Magnus VI van Noorwegen. Wegens de verwantschap van Waldemar en Sophia, moest paus Alexander IV op 1 juli 1259 zijn toestemming geven voor het huwelijk. 
Het huwelijk van Sophia en Waldemar vond in 1260 plaats in Ymninge en was naar het schijnt een grootse gebeurtenis met riddertoernooien, dansen, spellen en poëzie. Het was in de periode rond haar huwelijk dat koning Christoffel I van Denemarken opgevolgd werd door diens zoon Erik V onder het regentschap van Christoffels weduwe Margaretha Sambiria, die tot in 1263 weigerde om Sophia's recht op de erfenis van haar vader te erkennen.
In de kronieken van haar tijd werd Sophia beschreven als een politiek geïnteresseerde, trotse schoonheid met een scherpe tong en interesse in schaken. Toch zijn er weinig details over haar bekend, maar haar zegel als koningin is tot op de dag van vandaag bewaard gebleven. Toen haar schoonvader Birger Jarl in 1266 overleed, nam haar echtgenoot Waldemar het bestuur van Zweden volledig in handen. Op het moment dat Waldemar in conflict kwam met zijn broers, stond Sophia aan de zijde van haar echtgenoot. Ze maakte het conflict echter erger dat haar schoonbroers uit te schelden. 
Terwijl Sophia en haar zus Ingeborg met koningen waren getrouwd, waren hun andere zussen Agnes en Jutta gedwongen om in het klooster te gaan. Dit gebeurde omdat de Deense regent Margaretha Sambiria niet wilde dat er nog meer fortuin van de zussen zou verdwijnen als ze Denemarken zouden verlaten om te trouwen. In 1271 ontsnapten Agnes en Jutta echter uit het klooster van Roskilde en vluchtten ze naar het hof van zus Sophia in Zweden. Ze werden er hartelijk verwelkomd, maar Waldemar begon een buitenechtelijke relatie met zijn schoonzus Jutta. Uit deze affaire werd in 1273 een kind geboren en dit veroorzaakte een schandaal. Dit kwam omdat de katholieke kerk een schoonzus aanzag als een zus en Waldemar dus volgens de kerk incest begaan had. Om absolutie te vragen aan de paus, zou Waldemar een pelgrimstocht naar Rome hebben gemaakt, maar het is niet bekend of hij dit ook daadwerkelijk deed. 
In 1274 brak er een openlijke burgeroorlog uit toen Waldemars broers Magnus en Erik hem wilden afzetten als koning van Zweden. Toen Magnus I in juli 1275 de slag bij Hova had gewonnen, liet hij zich officieel uitroepen tot koning van Zweden. Dit onverwachte nieuws bereikte Sophia terwijl ze aan het schaken was. Waldemar gebruikte de connecties van Sophia en vormde een alliantie met Denemarken en Noorwegen tegen Magnus, maar zonder veel succes. Hij probeerde dan maar een alliantie te vormen met het markgraafschap Brandenburg en andere vorsten in Noord-Duitsland door zijn dochter Ingeborg uit te huwelijken aan graaf Gerhard II van Holstein en het eiland Gotland aan de markgraven van Brandenburg te verpachtten. Zolang Waldemar om de troon van Zweden bleef strijden, stond Sophia aan de zijde van haar echtgenoot.
In 1278 accepteerde Waldemar om af te treden als koning van Zweden ten voordele van zijn broer Magnus en kreeg hij de gebiedenVästergötland en Östergötland toegewezen. In 1280 vestigde Waldemar zich echter in Denemarken, terwijl Sophia in Zweden bleef leven. Vanaf dan leefden ze gescheiden. In 1283 kreeg ze met haar zussen officieel de erfenis van hun vader toegewezen. In 1286 overleed ze, waarna ze volgens sommige bronnen begraven werd in de abdij van Vreta en volgens de andere bronnen in Ringsted.

## Nakomelingen
Waldemar I en Sophia kregen de volgende kinderen:
- Ingeborg (1263-1292), huwde in 1275 met graaf Gerhard II van Holstein-Plön
- Marina, huwde in 1285 met graaf Rudolf van Diepholz
- Richeza (1270-1292), huwde in 1285 met groothertog Przemysł II van Polen
- Erik (1272-1330), claimde van 1328 tot 1329 de Deense troon
- Catharina (overleden in 1283)
- Margaretha (overleden na 1288), werd zuster in de abdij van Skänninge